# Saison 2022 des Dragons catalans
La saison 2022 des Dragons catalans, franchise française de rugby à XIII en Super League, constitue leur dix-septième participation à cette ligue. L'entraîneur anglais Steve McNamara, arrivé le 10 juin 2017, effectue sa sixième saison au club. Benjamin Garcia conserve son rôle de capitaine des Dragons obtenu en 2021.
Ayant pris part à la finale de la Super League perdue contre St Helens la saison précédente, les Dragons Catalans ambitionnent pour un premier titre. Après une première partie de saison réussie, occupant le podium à la 20e journée, les Dragons Catalans connaissent une difficulté à bien terminer la saison régulière en terminant 4e. Qualifiés pour la phase finale, les Dragons accueillent Leeds, 5e de la saison régulière, mais perdent 10-20. En Challenge Cup, les Dragons sont battus 2-36 en quarts de finale par St Helens après avoir éliminé Featherstone en seizième de finale (27-14). 

## Déroulement de la saison

### Transferts
| Nom             | Poste            | Transfert       | Provenance/Destination        | Division              |
| --------------- | ---------------- | --------------- | ----------------------------- | --------------------- |
| Arrivées        |                  |                 |                               |                       |
| Mitchell Pearce | Demi d'ouverture | Transfert libre | Newcastle Knights             | National Rugby League |
| Dylan Napa      | Pilier           | Transfert libre | Canterbury-Bankstown Bulldogs | National Rugby League |
| Tyrone May      | Centre           | Transfert libre | Penrith Panthers              | National Rugby League |
| Départs         |                  |                 |                               |                       |
| Joel Tomkins    | Troisième ligne  | Transfert libre | Leigh Centurions              | Championship          |
| James Maloney   | Demi d'ouverture | Transfert libre | FC Lézignan                   | Championnat de France |
| Jason Baitieri  | Pilier           | Transfert libre | FC Lézignan                   | Championnat de France |

### Sortie prématurée en phase finale
Titulaires : Sam Tomkins - Thomas Davies, Dean Whare, Samisoni Langi, Fouad Yaha - Mitchell Pearce (o), Tyrone May (m) - Paul Séguier, Michael McIlorum, Dylan Napa, Michael McMeeken, Joe Chan, Benjamin Garcia (c)
Remplaçants : Arthur Mourgue, Gil Dudson, Mickaël Goudemand, Sam Kasiano

## Résultats
| Légende | Légende  |
| ------- | -------- |
|         | Victoire |
|         | Nul      |
|         | Défaite  |

### Saison régulière 2022 de Super League
| Date       | Compétition  | Journée  | Equipe              | D/E | Stade                    | Résultat | Score | Essais                                                | Buts                     | Spect. |
| ---------- | ------------ | -------- | ------------------- | --- | ------------------------ | -------- | ----- | ----------------------------------------------------- | ------------------------ | ------ |
| 29/01/2022 | Amical       | -        | Toulouse olympique  | D   | Stade Gilbert-Brutus     | Victoire | 26-10 | Yaha, Davies (2), Dudson, J. Chan                     | Tomkins (3)              | 3 529  |
| 10/02/2022 | Super League | 1        | St Helens RLFC      | E   | Totally Wicked           | Défaite  | 8-28  | Yaha                                                  | Tomkins (2)              | 13 108 |
| 19/02/2022 | Super League | 2        | Wakefield Trinity   | D   | Stade Gilbert-Brutus     | Victoire | 24-22 | Laguerre, Yaha, Langi, Garcia                         | Tomkins (4)              | 7 623  |
| 24/02/2022 | Super League | 3        | Leeds Rhinos        | E   | Headingley               | Victoire | 10-4  | J. Chan, Yaha                                         | Drinkwater               | 10 655 |
| 04/03/2022 | Super League | 4        | Warrington Wolves   | E   | Halliwell Jones          | Victoire | 24-18 | Whitley, Romano, Pearce, Goudemand                    | Drinkwater (4)           | 9 295  |
| 12/03/2022 | Super League | 5        | Wigan Warriors      | D   | Stade Gilbert-Brutus     | Victoire | 28-0  | Pearce (2), Goudemand, Langi                          | Tomkins (6)              | 7 481  |
| 18/03/2022 | Super League | 6        | Hull KR             | D   | Stade Gilbert-Brutus     | Victoire | 18-10 | Yaha, J. Chan                                         | Tomkins (5)              | 6 783  |
| 01/04/2022 | Super League | 7        | Huddersfield Giants | E   | John Smith's Stadium     | Défaite  | 12-28 | J. Chan, Davies, Langi                                |                          | 3 845  |
| 14/04/2022 | Super League | 8        | Toulouse olympique  | D   | Stade Gilbert-Brutus     | Victoire | 18-10 | Yaha (2), Whitley, J. Chan                            | Drinkwater               | 8 922  |
| 18/04/2022 | Super League | 9        | Salford Red Devils  | E   | AJ Bell Stadium          | Victoire | 36-10 | Laguerre, Davies, Pearce (2), Whitley, Kasiano        | Mourgue (6)              | 3 221  |
| 22/04/2022 | Super League | 10       | Hull FC             | E   | MKM Stadium              | Défaite  | 8-14  | Pearce, Yaha                                          |                          | 9 101  |
| 29/04/2022 | Super League | 11       | Castleford Tigers   | D   | Stade Gilbert-Brutus     | Victoire | 44-12 | Bousquet, Pearce, May, Laguerre (3), Mourgue, Whitley | Mourgue (6)              | 6 487  |
| 14/05/2022 | Super League | 12       | Warrington Wolves   | D   | Stade Gilbert-Brutus     | Victoire | 40-8  | Davies, Pearce, Bousquet, Dudson, Yaha, Mourgue       | Tomkins (6), Mourgue (2) | 9 305  |
| 21/05/2022 | Super League | 13       | Hull KR             | E   | Sewell Group Craven Park | Victoire | 20-8  | Laguerre, Davies, Yaha                                | Mourgue (2)              | 7 199  |
| 03/06/2022 | Super League | 14       | Huddersfield Giants | D   | Stade Gilbert-Brutus     | Défaite  | 14-22 | Laguerre, Mourgue                                     | Tomkins (2)              | 7 240  |
| 11/06/2022 | Super League | 15       | Hull FC             | D   | Stade Gilbert-Brutus     | Victoire | 36-8  | May, Pearce, Langi, Goudemand, Yaha, McMeeken         | Tomkins (5)              | 8 847  |
| 26/06/2022 | Super League | 16       | Castleford Tigers   | E   | The Jungle               | Défaite  | 16-17 | Romano, Tomkins, McIlorum                             | Tomkins (2)              | 6 510  |
| 02/07/2022 | Super League | 17       | St Helens RLFC      | D   | Stade Gilbert-Brutus     | Victoire | 20-18 | Whare, Langi, Drinkwater, Langi                       | Tomkins (2)              | 10 260 |
| 10/07/2022 | Super League | 18       | Warrington Wolves   | N   | St James' Park           | Défaite  | 10-36 | Langi, Tomkins                                        | Tomkins                  | 25 333 |
| 17/07/2022 | Super League | 19       | Salford Red Devils  | E   | AJ Bell Stadium          | Défaite  | 6-32  | J. Chan                                               | Tomkins                  | 2 607  |
| 23/07/2022 | Super League | 20       | Huddersfield Giants | D   | Stade Gilbert-Brutus     | Victoire | 13-12 | Romano, Jullien                                       | Tomkins (3)              | 6 845  |
| 30/07/2022 | Super League | 21       | Leeds Rhinos        | D   | Stade Gilbert-Brutus     | Défaite  | 32-36 | Yaha (2), Langi, Kasiano, Jullien                     | Tomkins (6)              | 8 165  |
| 07/08/2022 | Super League | 22       | Wakefield Trinity   | E   | Belle Vue                | Victoire | 20-16 | Yaha (3)                                              | Mourgue (4)              | 3 227  |
| 12/08/2022 | Super League | 23       | Castleford Tigers   | E   | The Jungle               | Défaite  | 8-18  | J. Chan, Tomkins                                      |                          | 6 147  |
| 20/08/2022 | Super League | 24       | Salford Red Devils  | D   | Stade Gilbert-Brutus     | Défaite  | 14-46 | Garcia, Davies                                        | Drinkwater               | 7 133  |
| 25/08/2022 | Super League | 25       | Toulouse olympique  | E   | Stade Ernest-Wallon      | Victoire | 24-14 | Yaha (3), May, Dudson                                 | May (2)                  | 9 165  |
| 29/08/2022 | Super League | 26       | Leeds Rhinos        | D   | Stade Gilbert-Brutus     | Victoire | 32-18 | Langi, Dudson, Yaha, Pearce, J. Chan                  | Mourgue (4)              | 9 802  |
| 03/09/2022 | Super League | 27       | Wigan Warriors      | E   | DW Stadium               | Défaite  | 4-48  | Drinkwater                                            |                          | 13 275 |
| 09/09/2022 | Super League | 1er tour | Leeds Rhinos        | D   | Stade Gilbert-Brutus     | Défaite  | 10-20 | Whare                                                 | Tomkins (3)              |        |

### Challenge Cup 2022
| Date       | Compétition   | Journée            | Equipe       | D/E | Stade                | Résultat | Score | Essais                         | Buts                            | Spect. |
| ---------- | ------------- | ------------------ | ------------ | --- | -------------------- | -------- | ----- | ------------------------------ | ------------------------------- | ------ |
| 26/03/2022 | Challenge Cup | Huitième de finale | Featherstone | D   | Stade Gilbert-Brutus | Victoire | 27-14 | Yaha (2), Kasiano, May, Davies | Tomkins (3) & 1 drop de Tomkins | 3 624  |
| 09/04/2022 | Challenge Cup | Quart de finale    | St Helens    | D   | Stade Gilbert-Brutus | Défaite  | 20-36 | Yaha (2), Dudson, Davies       | Mourgue (2)                     | 8 624  |

## Statistiques
Le tableau suivant résume les statistiques des joueurs des Dragons Catalans en Super League et Challenge Cup pour la saison 2022.
| Numéro | Nom                 | Super League | Super League | Super League | Super League | Super League | Challenge Cup | Challenge Cup | Challenge Cup | Challenge Cup | Challenge Cup |
| Numéro | Nom                 | M.J.         | Pts          | E            | B            | D            | M.J.          | Pts           | E             | B             | D             |
| ------ | ------------------- | ------------ | ------------ | ------------ | ------------ | ------------ | ------------- | ------------- | ------------- | ------------- | ------------- |
| 1      | Arthur Mourgue      | 15           | 64           | 3            | 26           | -            | 1             | 4             | -             | 2             | -             |
| 2      | Thomas Davies       | 21           | 24           | 6            | -            | -            | 2             | 8             | 2             | -             | -             |
| 3      | Samisoni Langi      | 19           | 32           | 8            | -            | -            | -             | -             | -             | -             | -             |
| 4      | Dean Whare          | 24           | 8            | 2            | -            | -            | -             | -             | -             | -             | -             |
| 5      | Fouad Yaha          | 23           | 80           | 20           | -            | -            | 2             | 16            | 4             | -             | -             |
| 6      | Mitchell Pearce     | 22           | 40           | 10           | -            | -            | 1             | -             | -             | -             | -             |
| 7      | Josh Drinkwater     | 21           | 22           | 2            | 7            | -            | 2             | -             | -             | -             | -             |
| 8      | Gil Dudson          | 16           | 12           | 3            | -            | -            | 2             | 4             | 1             | -             | -             |
| 9      | Michael McIlorum    | 21           | 4            | 1            | -            | -            | 1             | -             | -             | -             | -             |
| 10     | Julian Bousquet     | 7            | 8            | 2            | -            | -            | -             | -             | -             | -             | -             |
| 11     | Matthew Whitley     | 20           | 16           | 4            | -            | -            | -             | -             | -             | -             | -             |
| 12     | Michael McMeeken    | 12           | 4            | 1            | -            | -            | 2             | -             | -             | -             | -             |
| 13     | Benjamin Garcia (c) | 22           | 8            | 2            | -            | -            | 2             | -             | -             | -             | -             |
| 14     | Alrix Da Costa      | 15           | -            | -            | -            | -            | 1             | -             | -             | -             | -             |
| 15     | Benjamin Jullien    | 15           | 8            | 2            | -            | -            | 2             | -             | -             | -             | -             |
| 16     | Paul Séguier        | 19           | -            | -            | -            | -            | -             | -             | -             | -             | -             |
| 17     | Mickaël Goudemand   | 22           | 12           | 3            | -            | -            | 1             | -             | -             | -             | -             |
| 18     | Matthieu Laguerre   | 13           | 32           | 8            | -            | -            | 1             | -             | -             | -             | -             |
| 19     | Arthur Romano       | 12           | 12           | 3            | -            | -            | 2             | -             | -             | -             | -             |
| 20     | Tyrone May          | 23           | 16           | 3            | 2            | -            | 2             | 4             | 1             | -             | -             |
| 21     | Corentin Le Cam     | 7            | -            | -            | -            | -            | -             | -             | -             | -             | -             |
| 22     | Dylan Napa          | 18           | -            | -            | -            | -            | 2             | -             | -             | -             | -             |
| 23     | Jordan Dezaria      | -            | -            | -            | -            | -            | 1             | -             | -             | -             | -             |
| 24     | Mathieu Cozza       | 7            | -            | -            | -            | -            | -             | -             | -             | -             | -             |
| 25     | César Rougé         | 2            | -            | -            | -            | -            | 1             | -             | -             | -             | -             |
| 26     | Romain Franco       | 4            | -            | -            | -            | -            | -             | -             | -             | -             | -             |
| 27     | Joe Chan            | 20           | 28           | 7            | -            | -            | 2             | -             | -             | -             | -             |
| 28     | Sam Kasiano         | 21           | 8            | 2            | -            | -            | 2             | 4             | 1             | -             | -             |
| 29     | Sam Tomkins         | 19           | 111          | 3            | 49           | 1            | 2             | 7             | -             | 3             | 1             |
| 30     | Florian Vailhen     | -            | -            | -            | -            | -            | -             | -             | -             | -             | -             |
| 33     | Tiaki Chan          | 3            | -            | -            | -            | -            | -             | -             | -             | -             | -             |
| 35     | Bastien Scimone     | 1            | -            | -            | -            | -            | -             | -             | -             | -             | -             |
| 36     | Hugo Salabio        | 1            | -            | -            | -            | -            | -             | -             | -             | -             | -             |
| 37     | Lucas Ribas         | 1            | -            | -            | -            | -            | -             | -             | -             | -             | -             |
| 38     | Léo Laurent         | 1            | -            | -            | -            | -            | -             | -             | -             | -             | -             |
| 39     | Léo Llong           | 1            | -            | -            | -            | -            | -             | -             | -             | -             | -             |
| 40     | Ugo Tison           | 1            | -            | -            | -            | -            | -             | -             | -             | -             | -             |
| 41     | Maxime Jobe         | 1            | -            | -            | -            | -            | -             | -             | -             | -             | -             |
| 42     | Enzo Colchero       | -            | -            | -            | -            | -            | -             | -             | -             | -             | -             |
| 43     | Tanguy Zenon        | 1            | -            | -            | -            | -            | -             | -             | -             | -             | -             |
| 44     | Mike Parenti        | 1            | -            | -            | -            | -            | -             | -             | -             | -             | -             |
| 45     | Adrien Saliès       | -            | -            | -            | -            | -            | -             | -             | -             | -             | -             |
| 46     | Loan Castano        | 1            | -            | -            | -            | -            | -             | -             | -             | -             | -             |

## Classement et phase finale de la Super League

### Classement
| Rang | Franchise               | J  | V  | N | D  | Pm  | Pe  | Diff | Pts |
| ---- | ----------------------- | -- | -- | - | -- | --- | --- | ---- | --- |
| 1    | St Helens RLFC          | 27 | 21 | 0 | 6  | 674 | 374 | +300 | 42  |
| 2    | Wigan Warriors          | 27 | 19 | 0 | 8  | 818 | 483 | +335 | 38  |
| 3    | Huddersfield Giants     | 27 | 17 | 1 | 9  | 613 | 497 | +116 | 35  |
| 4    | Dragons catalans        | 27 | 16 | 0 | 11 | 539 | 513 | +26  | 32  |
| 5    | Leeds Rhinos            | 27 | 14 | 1 | 12 | 577 | 528 | +49  | 29  |
| 6    | Salford City Reds       | 27 | 14 | 0 | 13 | 700 | 602 | +98  | 28  |
| 7    | Castleford Tigers       | 27 | 13 | 0 | 14 | 544 | 620 | -76  | 26  |
| 8    | Hull KR                 | 27 | 12 | 0 | 15 | 498 | 608 | -110 | 24  |
| 9    | Hull FC                 | 27 | 11 | 0 | 16 | 508 | 675 | -167 | 22  |
| 10   | Wakefield Wildcats      | 27 | 10 | 0 | 17 | 497 | 648 | -151 | 20  |
| 11   | Warrington Wolves       | 27 | 9  | 0 | 18 | 568 | 664 | -96  | 18  |
| 12   | Toulouse olympique XIII | 27 | 5  | 0 | 22 | 421 | 745 | -324 | 10  |

|  | Champion de la saison régulière et qualifié pour les demi-finales. |
|  | Qualifié pour les demi-finales                                     |
|  | Qualifié pour la phase finale                                      |
|  | Relégué en Championship.                                           |

Attribution des points : deux points sont attribués pour une victoire, un point pour un match nul, aucun point en cas de défaite.

### Phase finale
|  | Quarts de finale | Quarts de finale | Quarts de finale | Quarts de finale |           |    | Demi-finales | Demi-finales | Demi-finales | Demi-finales |  |  | Finale                     | Finale | Finale | Finale |
|  |                  |                  |                  |                  |           |    |              |              |              |              |  |  |                            |        |        |        |
|  |                  |                  |                  |                  |           |    |              |              |              |              |  |  | à Old Trafford, Manchester |        |        |        |
|  |                  |                  |                  |                  |           |    |              |              |              |              |  |  |                            |        |        |        |
|  |                  |                  |                  |                  |           |    |              |              |              |              |  |  |                            |        |        |        |
|  |                  |                  |                  |                  |           |    |              |              |              |              |  |  |                            |        |        |        |
|  |                  |                  |                  |                  |           |    |              |              |              |              |  |  |                            |        |        |        |
|  | 1er              | St Helens        | 19               | 19               |           |    |              |              |              |              |  |  |                            |        |        |        |
|  | 1er              | St Helens        | 19               | 19               |           |    |              |              |              |              |  |  |                            |        |        |        |
|  |                  |                  | Salford          | Salford          | 12        | 12 |              |              |              |              |  |  |                            |        |        |        |
|  | 3e               | Huddersfield     | Salford          | Salford          | 12        | 12 | 0            | 0            |              |              |  |  |                            |        |        |        |
|  | 3e               | Huddersfield     |                  |                  |           |    |              | 0            |              |              |  |  |                            |        |        |        |
|  | 6e               | Salford          | 28               | 28               |           |    |              |              |              |              |  |  |                            |        |        |        |
|  | 6e               | Salford          | 28               | 28               | St Helens |    |              |              |              |              |  |  |                            |        |        |        |
|  |                  |                  |                  |                  |           |    |              |              |              |              |  |  |                            |        |        |        |
|  |                  |                  | Leeds            |                  |           |    |              |              |              |              |  |  |                            |        |        |        |
|  |                  |                  |                  |                  |           |    |              |              |              |              |  |  |                            |        |        |        |
|  |                  |                  |                  |                  |           |    |              |              |              |              |  |  |                            |        |        |        |
|  |                  |                  |                  |                  |           |    |              |              |              |              |  |  |                            |        |        |        |
|  | 2e               | Wigan            | 8                | 8                |           |    |              |              |              |              |  |  |                            |        |        |        |
|  | 2e               | Wigan            | 8                | 8                |           |    |              |              |              |              |  |  |                            |        |        |        |
|  |                  |                  | Leeds            | Leeds            | 20        | 20 |              |              |              |              |  |  |                            |        |        |        |
|  | 4e               | Dragons Catalans | Leeds            | Leeds            | 20        | 20 | 10           | 10           |              |              |  |  |                            |        |        |        |
|  | 4e               | Dragons Catalans |                  |                  |           |    |              | 10           |              |              |  |  |                            |        |        |        |
|  | 5e               | Leeds            | 20               | 20               |           |    |              |              |              |              |  |  |                            |        |        |        |
|  | 5e               | Leeds            | 20               | 20               |           |    |              |              |              |              |  |  |                            |        |        |        |
|  |                  |                  |                  |                  |           |    |              |              |              |              |  |  |                            |        |        |        |

## Trophées et honneurs en championnat

### Individuel
En Super League, le rôle de botteur fut partagé entre Sam Tomkins avec 49 réalisations et Arthur Mourgue avec 26 réalisations. Tomkins atteint ainsi la septième place des réalisations de la saison régulière. Tomkins est le meilleur marqueur de points du club français avec 111 points inscrits suivis par Fouad Yaha avec 80 points et Mourgue avec 64 points. Yaha est en effet le meilleur marqueur d'essais des Dragons Catalans avec 20 essais inscrits devant Mitchell Pearce (10 essais), Samisoni Langi (8 essais) et Matthieu Laguerre (8 essais).
Dans l'équipe type de la saison en Super League, aucun joueur des Dragons Catalans n'est sélectionné.

### Collectif
Au classement général en saison régulière, les Dragons catalans ont la huitième meilleure attaque avec 539 points marqués. Sur le plan défensif, les Dragons Catalans ont la quatrième meilleure défense avec 513 points encaissés.

## Couverture médiatique
Sky Sports retransmet les matchs disputés à l'extérieur sur le sol britannique. Pour la Challenge Cup, les diffusions sont assurées par la BBC. En France, après plusieurs années de retransmission, la chaîne de télévision BeIN Sport avait décidé de ne pas renouveler le contrat à partir de l'année 2020, néanmoins à l'orée de cette saison 2022 suivant la finale de la Super League disputée par les Dragons Catalans, BeIn Sport réintègre les Dragons Catalans dans ses programmes pour la saison 2022.
Dans la presse, les résultats et rapports des matchs sont diffusés dans des quotidiens tels que L'Équipe (épisodiquement) ou L'Indépendant (systématiquement) en France. Le quotidien Midi Libre, édition Perpignan uniquement, s'intéressant parfois à la vie du club. Midi Olympique suit également les catalans dans la demi-page « Treize Actualité », qu'il consacre au rugby à XIII dans son édition « rouge », mais pas de manière continue. Cependant la victoire des Dragons catalans contre Wigan à Barcelone est relatée par la presse nationale (journal l’Équipe) et exceptionnellement par Midi Libre dans son édition « Sports  » régionale.
Au Royaume-Uni, l'hebdomadaire Rugby Leaguer & League Express suit de manière régulière et détaillée les Dragons, non seulement en tant qu'équipe de la Superleague, mais aussi en tant que club français. La revue a en effet des journalistes ou des éditorialistes spécialisés en rugby à XIII Français (Steve Brady et Pierre Carcau). Cependant, les articles ne sont rédigés qu'en anglais, puisqu'ils sont destinés à un lectorat britannique. À la marge d'autres magazines britanniques comme « Forty-20 » devraient également relater les matchs du club ainsi que le magazine australien Rugby League Review. 